# Kovács György (szobrász)
Kovács György (Budafok, 1948. július 17. – ) magyar kőszobrász, restaurátor művész.

## Élete
Budapesten, a Dési Huber István Képzőművész Kört látogatta, majd 1968 és 1973 között a Magyar Képzőművészeti Főiskola faszobrász-restaurátor szakát végezte el. Mesterei Szabó Iván és Szakál Ernő voltak. Eleinte inkább a fafaragás érdekelte, ám Szakál hatására és indíttatására elkezdett kővel foglalkozni. Nyári gyakorlatainak egy részében is Szakál soproni, Árpád utcai műhelyében tevékenykedett. A főiskola elvégzése után Sopronban telepedett le, s az Országos Műemléki Felügyelőség ottani kőszobrász-restaurátor csoportjában dolgozott. 1979 és 1983 között e csoport vezetője volt. A Soproni Képes Céh tagja. 1983–88 között mesterségét és művészetét oktatta az egyetemen.
Számos emlékezetes munkája közül a soproni Szent Mihály-templom tornyának restaurálására, a fertőszéplaki Szent Szív-kálvária újjávarázsolására, valamint a sopronbánfalvi kolostorhegyi barokk lépcső helyrehozatalára a legbüszkébb. Önálló restaurátori tevékenysége mellett több szobrot és emlékművet tervezett és faragott, főleg Sopron környékén. 
2015-től a Soproni Füzetek évente megjelenő antológiáiban több verse és kisprózája jelent meg.
2018-ban megkapta a „Sopron Kultúrájáért díjat”.

## Kiállítások
- 1999 – Sopron, Festőterem
- 2016 – Fertőd, Muzsikaház
- 2016 – Sopron, Roth Torony Galéria

## Főbb köztéri művei

### Restaurálásai
- Szent Mihály-templom tornya (Sopron)
- Kecske-templom tornya (Sopron, 2007)
- Szent Szív kálvária (Fertőszéplak, 2014)
- Mária-oszlop (Kaposvár, 1974)
- Nepomuki Szent János-szobor (Tata, 1979)
- Kolostor-hegyi lépcső és szobrai (Sopronbánfalva, 1981)
- Frigyláda (Győr, 1985)
- Ókeresztény mauzóleum szarkofágja (márvány, Pécs, 1987)
- Mária-oszlop (Győr, 1988)
- a tihanyi apátság szobrai (Tihany, 1989)
- Szentháromság szobor (Sopron, 1992)
- Mária-oszlop (Sopron, 1992)
- Mitrász-szentély (Fertőrákos, 1993)

### Önálló alkotásai
- a II. világháború áldozatainak és a kitelepített németek közös emlékműve (Balf, 1993)
- dr. Török Béla mellszobra (Sopron, 1998)
- Felkelők (Rongyosok) szobra (Sopron, 2001)
- Életfa (Fertőhomok, 2001)
- Hűségkút (Nagycenk, 2002)
- Díszkút (népszavazási emlékmű) (Fertőrákos, 2003)
- Pálos szerzetesek emlékműve (Bajna, 2003)
- 1956-os emlékmű (Fertőd, 2006)
- 1956-os emlékműve (Lövő)
- 1956-os forradalom emlékműve (Zsira, 2006)